# Сент-Эньян, Франсуа де Бовилье де
Франсуа Онора де Бовилье, граф, впоследствии первый герцог де Сент-Эньян (фр. François Honorat de Beauvilliers, duc de Saint-Aignan; 30 октября 1610, Сент-Эньян, — 16 июня 1687, Париж) — французский военный и вельможа, известный покровитель литературы и искусств.

## Биография
Граф де Сент-Эньян родился в Сент-Эньяне (в то время — провинция Берри, сейчас — департамент Луар и Шер, Франция).
После участия в кампаниях в Германии (1634–1635), Франш-Конте (1636) и Фландрии (1637) был отправлен в Бастилию за поражение в битве при Тионвиле в 1640 году. 
Будучи блестящим военным, де Сент-Эньян принял участие в 14 военных кампаниях, во многих — в качестве командующего.
В награду за преданность королевскому двору во время Фронды Людовик XIV в 1663 году пожаловал графу герцогский титул и назначил его пэром Франции, что сделало де Сент-Эньяна одним из самых высокопоставленных аристократов Французского королевства. Также де Сент-Эньян был назначен первым камергером, советником короля и губернатором нескольких провинций. В частности, в 1664—1687 годах де Сент-Эньян был военным губернатором и мэром Гавра.
Герцог де Сент-Эньян был известен не только своими военными заслугами, он также покровительствовал писателям и сочинителям, вел обширную переписку с литераторами своей эпохи (например, с поэтом Венсаном Вуатюром) и сам увлекался поэзией.
В 1663 году герцог стал членом Французской академии (17 кресло). Он также являлся членом Академии Риковрати (Падуя, Италия) и Физической Академии (Кан, Франция) и принимал участие в основании Академии в Арле (Франция) в 1669 году.
Герцог де Сент-Эньян умер в Париже в 1687 году.

## Браки и дети
Франусуа был женат дважды.
- Антуанетта Сервен (Antoinette Servien) (с 1633 по 1679)
  - Франсуа де Бовилье (François de Beauvilliers) (†1666)
  - Пьер де Бовилье (Pierre de Beauvilliers) (†1664)
  - Поль де Бовилье (1648—1714) — французский государственный деятель, наставник Людовика, герцога Бургундского, Филиппа, герцога Анжуйского (будущего короля Испании Филиппа V) и Карла, герцога Беррийского
  - Мария Антуанетта де Бовилье (Marie Antoinette de Beauvilliers) (1653—1729)
  - Елизавета де Бовилье (Elisabeth de Beauvilliers)
  - Габриэль де Бовилье (Gabrielle de Beauvilliers)

- Франсуаза Жере де Рансе (Françoise Geré de Rancé) (с 1680 по 1687)
  - Мария-Франсуаза де Бовилье (Marie-Françoise de Beauvilliers) (1681—1748)
  - Франсуа Оноре Антуан де Бовилье де Сент-Эньян (François Honoré Antoine de Beauvillier) (1682—1751) — епископ Бове (Франция), пэр Франции (1713—1728), настоятель Аббатства Сен-Виктор (Марсель, Франция)
  - Поль-Ипполит де Бовилье (1684—1776)

## В литературе
Граф де Сент-Эньян — персонаж романа Дюма «Виконт де Бражелон, или Десять лет спустя», где подробно показана его роль доверенного лица во время увлечения короля Луизой де Лавальер.